# Sigurd Ibsen

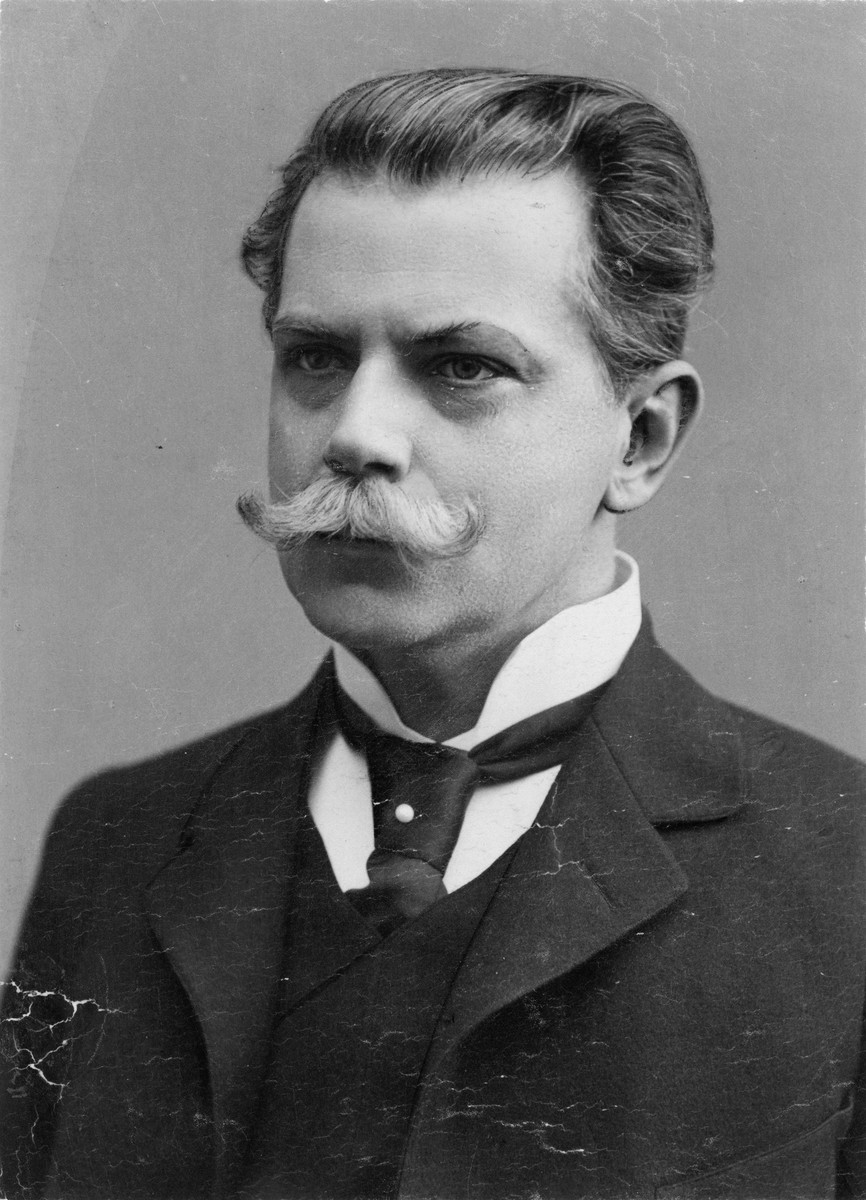
Sigurd Ibsen etwa zwischen 1905 und 1910

Sigurd Ibsen (* 23. Dezember 1859 in Christiania, heute Oslo, Norwegen; † 14. April 1930 in Freiburg im Breisgau, Deutsches Reich) war ein norwegischer Schriftsteller, Rechtsanwalt und Politiker. Er war von 1903 bis 1905 während der norwegisch-schwedischen Union Ministerpräsident in Stockholm und damit Vertreter der norwegischen Regierung am norwegisch-schwedischen Königshof. Er trug wesentlich zur Aufhebung der Union im Jahr 1905 bei.

## Leben
Ibsen wurde in der norwegischen Hauptstadt Christiania (heute Oslo) als einziges Kind des Schriftstellers Henrik Ibsen und seiner Ehefrau Suzannah geboren und verbrachte den Großteil seiner Kindheit und Jugend in Deutschland und Italien. Seine kindliche Entwicklung verlief überdurchschnittlich schnell, er konnte bereits mit vier Jahren lesen und er sprach Norwegisch, Deutsch und Italienisch fließend. Er fand jedoch kaum Freunde seines Alters, was durch die in seiner Familie herrschende Armut begünstigt wurde, und erschien deshalb während seines ganzen Lebens anderen distanziert. Darüber hinaus belastete ihn während seines gesamten Lebens, die Erwartungen seiner Familie an ihn erfüllen zu müssen. Seine schulischen Leistungen waren jedoch hervorragend, auch in Mathematik, in der er eigentlich eher schwach war. 1882 wurde er von der Universität La Sapienza in Rom in Jura promoviert.
Gegen Ende des 19. Jahrhunderts reiste Ibsen nach Aulestad, wo er sich mit einem alten Freund seines Vaters, dem Schriftsteller und Politiker Bjørnstjerne Bjørnson traf, um sich bei ihm für seine Unterstützung in seinem politischen Engagement zu bedanken. Dort lernte er seine spätere Ehefrau, die norwegische Sängerin Bergliot Bjørnson und Tochter von Bjørnstjerne Bjørnson, kennen. Trotz anfänglicher Widerstände Henrik Ibsens heirateten die beiden am 11. Oktober 1892. Ihre Kinder waren der spätere Regisseur Tancred Ibsen, Eleonora Borberg, die spätere Ehefrau des dänischen Schriftstellers Svend Borberg, und Irene Ibsen Bille, die spätere Mutter des dänischen Schauspielers Joen Bille.
Gegen Ende seines Lebens verfiel Ibsen in geistige Schwäche. Er erkrankte darüber hinaus schwer an Krebs, was unter anderem zu einer starken Heiserkeit führte. Nach einer Operation an seiner Kehle und einigen Tagen in Bewusstlosigkeit starb er am 14. April 1930. Er ist auf dem Vår Frelsers Gravlund in Oslo begraben.

## Politisches Engagement
Sigurd Ibsen vertrat die liberale Venstre-Partei. Von 1903 bis 1905 war er norwegischer Ministerpräsident in Stockholm. Ihm wurde dieses Amt auf Bestreben seines Vaters angetragen. Seine Aufgabe war die Vertretung der norwegischen Regierung beim norwegisch-schwedischen Königshof unter König Oskar II. Dieses Amt war unterhalb des Königs das zweithöchste norwegische Staatsamt nach dem Amt des Ministerpräsidenten in Christiania, das zu dieser Zeit von George Francis Hagerup bekleidet wurde. Ibsens Vorgänger war Ole Anton Qvam, sein Nachfolger war noch für kurze Zeit Jørgen Gunnarsson Løvland.
Sigurd Ibsen wird zugeschrieben, die Idee für die Auflösung der norwegisch-schwedischen Personalunion gehabt zu haben, die 1905 Realität wurde. Ihm wird auch Bedeutung zugemessen bei der Umstimmung bedeutender Verfechter einer zukünftigen norwegischen Republik zugunsten der Monarchie wie Bjørnstjerne Bjørnson, Arne Garborg und Fridtjof Nansen. Seine Kollegen sahen in ihm einen norwegischen Patrioten, dessen Nähe vor dem Hintergrund der damaligen norwegischen politischen Lage gemieden werden sollte.